# الكسندر برونو
الكسندر برونو (بالروسية: Брюно, Александр Дмитриевич)‏ هو رياضياتي روسي، ولد في 26 يونيو 1940 في موسكو في روسيا.